# Zapayán
Zapayán é um município da Colômbia, localizado no departamento de Magdalena.